# Rhypholophus dufouri
Rhypholophus dufouri là một loài ruồi trong họ Limoniidae. Chúng phân bố ở miền Cổ bắc.